# 同福西站
同福西站是广州地铁8号线的车站，位于中国广东省广州市海珠區洪德路同福西路口南側的地底，2019年12月28日正式启用。

## 車站結構

### 車站樓層
本站共有三層。附近为洪德路、同福西路、工業大道北、內環路高架橋及其它建築，地下一層為站厅層，地下二層為預留新線月台，地下三層為8號線月台。
與文化公園站一樣，本站主體部分使用了玻璃幕板裝修車站。車站配色為金黃色，與鳳凰新村站的深藍色形成對比。惟8號線站台南部暗挖部分使用了鋼板覆蓋，再漆上白色進行裝修。
| 地下一层 | 西站厅                       | 售票機、客服中心、警务室、安检设施  |  |  |
|          | 聯絡通道                     | 连接東西站厅                        |  |  |
|          | 東站厅                       | 售票機、客服中心、商店、安检设施    |  |  |
| 地下二层 |                              | 預留未來新線                        |  |  |
|          | 預留島式站台部分結構         |                                     |  |  |
|          |                              | 預留未來新線                        |  |  |
|          |                              | 预留換乘平台                        |  |  |
| 地下三层 | 1 站台                       | █8号线 滘心方向（下站：文化公园）   |  |  |
|          | 分离式站台（卫生间、母婴室） |                                     |  |  |
|          |                              | 通道连接两侧站台                    |  |  |
|          | 分离式站台                   |                                     |  |  |
|          | 2 站台                       | █8号线 万胜围方向（下站：凤凰新村） |  |  |

### 站厅
同福西站目前被分為東西兩個站厅，分別位處洪德路兩側。两个站厅均设有票務設施、客務中心和商铺，西站厅还设有便利店。
兩個站厅之間通過三條下穿洪德路的暗挖通道連接，令東西兩側站厅的付費區和非付費區都能各自連通。为了方便行人进出，目前两个站厅内侧以北被划分为收费区。收费区内设有多组扶手电梯，以及楼梯和两台专用电梯供乘客前往8号线站台。
由于本站被设计为换乘站，同时又需要避让洪德路上方內環路高架橋的桥墩，因此本站主體設計呈現一個「π」字型。目前本站新線僅預留部分結構，两个站厅前往该结构的位置暂时被玻璃假墙封闭，待未來新線建成後，兩個站厅將會與新線站厅一同融合為一個「π」字型站厅。

### 月台

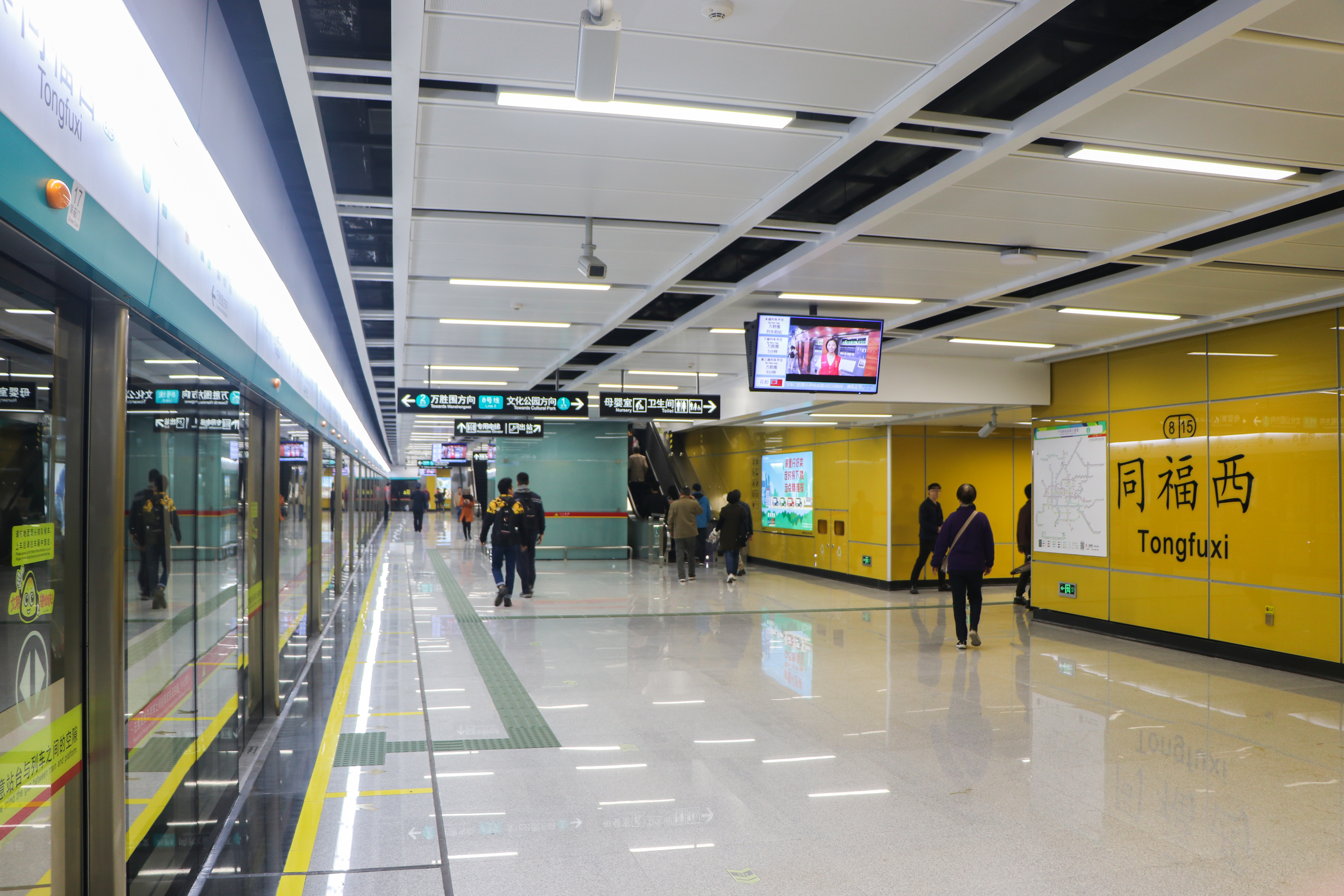
2号站台

本站8號線設有一組同層的分離式月台，以島式月台的方式排列，月台之間以行人通道連接，位於洪德路兩側的地底；未來新線則預留一個島式站台，位於同福西路地底。兩線月台組成一個「π」字型。新線在上層，8號線在下層。
本站的卫生间以及母婴室设于8号线1号站台北端。
另外，新线月台与8号线站台之間將设置站台与站台间换乘节点，届时乘客需要通过通過两层之间东西两个換乘平台进行换乘，换乘平台将通过楼梯分别连接8号线两个站台的北端及预留岛式站台中部。现时在1号站台洗手间之外的非公共区已建成相关楼梯的土建结构；2号站台则只在站台公共区之外预留相应的空间。

### 出入口
同福西站目前设有4个出入口供乘客进出。
|                                           |                                                       |      |            | |
| 編號                                      | 设施                                                  | 照片 | 出口指示   | 建議前往的目的地 |
| 东站厅                                    |                                                       |      |            | |
| A                                         | 扶手电梯标志                                          |      | 同福西路   | 洪德路、岐兴直街、岐兴北路、滨江西路、人民桥、南华西路、广州市红十字会医院（广州市应急医院）、南华西街、大基头（木偶艺术剧院）公交车站、同福西公交车站（东行） |
| B                                         | 盲道标志 · 升降机标志 · 无障碍通道标志 · 扶手电梯标志 |      | 工业大道北 | 洪德路、洪德路公交车站（北行） |
| 西站厅                                    |                                                       |      |            | |
| C                                         |                                                       |      | 工业大道北 | 洲头咀隧道、厚德路、永兴街、洪德路公交车站（南行） |
| D                                         | 盲道标志 · 扶手电梯标志                               |      | 同福西路   | 工业大道北、洪德路、洲咀大街、同福西公交车站（西行） |
| 註： 設有 \| 設有 \| 設有 \| 設有扶手電梯 |                                                       |      |            | |

## 接驳交通
同福西站周边的洪德路设有洪德路公交车站、大基头（木偶艺术剧院）公交车站以及同福西路设有同福西公交车站，方便乘客前往广州市区各地。
| 公交 \| 编号 \| 编号 \| 线路 \| 线路 \| 线路 \| 收费 \| 备注 \| \| ---- \| ----------------- \| ---------------------------- \| ---- \| -------------------- \| ---- \| -------------------------------- \| \| \| 9 \| 中山八路 \| ⇆ \| 沥滘 \| 2元 \| 经内环路、工业大道 \| \| \| 10 \| 昌岗路 \| ⇆ \| 恒福路 \| 2元 \| \| \| \| 16 \| 天平架 \| ⇆ \| 凤凰岗 \| 2元 \| \| \| \| 31 \| 解放北路（应元路口） \| ⇆ \| 南石西（地铁棣园站） \| 2元 \| \| \| \| 75 \| 侨诚花园 \| ⇆ \| 芳信路（郭村小区） \| 2元 \| \| \| \| 79 \| 洛溪新城（五湖四海渔人码头） \| ⇆ \| 东沙（健康港） \| 2元 \| \| \| \| 114 \| 南田路 \| ⇆ \| 罗冲围（松南路） \| 2元 \| \| \| \| 广123 \| （广州）革新路（光大花园） \| ⇆ \| （佛山）半岛花园 \| 2元 \| \| \| \| 131A珠江两岸游A线 \| 赤岗 \| ↻ \| 赤岗 \| 3元 \| \| \| \| 131B珠江两岸游B线 \| 赤岗 \| ↺ \| 赤岗 \| 3元 \| \| \| \| 183 \| 广州火车东站 \| ⇆ \| 汾水小区 \| 2元 \| \| \| \| 188 \| 大基头（木偶艺术剧院） \| ↺ \| 广医二院 \| 2元 \| \| \| \| 226 \| 大塘（坚真花园） \| ⇆ \| 恒宝广场 \| 2元 \| \| \| \| 236 \| 天平架 \| ⇆ \| 滘口客运站 \| 2元 \| \| \| \| 270 \| 大基头（木偶艺术剧院） \| ⇆ \| 土华 \| 2元 \| \| \| \| 288 \| 祈福新邨 \| ⇆ \| 西华路尾 \| 3元 \| \| \| \| 521 \| 凰岗 \| ⇆ \| 石溪 \| 2元 \| 石溪方向经凤凰新村（宝业路口） \| \| \| 530 \| 沙涌南（凤翔公园） \| ⇆ \| 润江南路 \| 2元 \| \| \| \| 989 \| 太古仓路 \| ↺ \| 市二宫 \| 2元 \| \| \| \| B21 \| 革新路 \| ⇆ \| 棠德花苑 \| 2元 \| \| \| \| 夜3 \| 凰岗 \| ⇆ \| 石溪 \| 3元 \| 石溪方向经光大花园 521路附属线路 \| \| \| 夜7 \| 广州火车站（草暖公园） \| ⇆ \| 纸厂横马路 \| 3元 \| 31路附属线路 \| \| \| 夜37 \| 江海大道中 \| ⇆ \| 中山八路 \| 3元 \| 270路附属线路 \| \| \| 夜45 \| 大塘（坚真花园） \| ⇆ \| 城西花园 \| 3元 \| 226路附属线路 \| |                   |                              |      |                      |      |                                  |
| 编号 | 编号              | 线路                         | 线路 | 线路                 | 收费 | 备注                             |
| | 9                 | 中山八路                     | ⇆    | 沥滘                 | 2元  | 经内环路、工业大道               |
| | 10                | 昌岗路                       | ⇆    | 恒福路               | 2元  |                                  |
| | 16                | 天平架                       | ⇆    | 凤凰岗               | 2元  |                                  |
| | 31                | 解放北路（应元路口）         | ⇆    | 南石西（地铁棣园站） | 2元  |                                  |
| | 75                | 侨诚花园                     | ⇆    | 芳信路（郭村小区）   | 2元  |                                  |
| | 79                | 洛溪新城（五湖四海渔人码头） | ⇆    | 东沙（健康港）       | 2元  |                                  |
| | 114               | 南田路                       | ⇆    | 罗冲围（松南路）     | 2元  |                                  |
| | 广123             | （广州）革新路（光大花园）   | ⇆    | （佛山）半岛花园     | 2元  |                                  |
| | 131A珠江两岸游A线 | 赤岗                         | ↻    | 赤岗                 | 3元  |                                  |
| | 131B珠江两岸游B线 | 赤岗                         | ↺    | 赤岗                 | 3元  |                                  |
| | 183               | 广州火车东站                 | ⇆    | 汾水小区             | 2元  |                                  |
| | 188               | 大基头（木偶艺术剧院）       | ↺    | 广医二院             | 2元  |                                  |
| | 226               | 大塘（坚真花园）             | ⇆    | 恒宝广场             | 2元  |                                  |
| | 236               | 天平架                       | ⇆    | 滘口客运站           | 2元  |                                  |
| | 270               | 大基头（木偶艺术剧院）       | ⇆    | 土华                 | 2元  |                                  |
| | 288               | 祈福新邨                     | ⇆    | 西华路尾             | 3元  |                                  |
| | 521               | 凰岗                         | ⇆    | 石溪                 | 2元  | 石溪方向经凤凰新村（宝业路口）   |
| | 530               | 沙涌南（凤翔公园）           | ⇆    | 润江南路             | 2元  |                                  |
| | 989               | 太古仓路                     | ↺    | 市二宫               | 2元  |                                  |
| | B21               | 革新路                       | ⇆    | 棠德花苑             | 2元  |                                  |
| | 夜3               | 凰岗                         | ⇆    | 石溪                 | 3元  | 石溪方向经光大花园 521路附属线路 |
| | 夜7               | 广州火车站（草暖公园）       | ⇆    | 纸厂横马路           | 3元  | 31路附属线路                     |
| | 夜37              | 江海大道中                   | ⇆    | 中山八路             | 3元  | 270路附属线路                    |
| | 夜45              | 大塘（坚真花园）             | ⇆    | 城西花园             | 3元  | 226路附属线路                    |

## 利用情況
同福西站位處海珠區西北部，週邊均為各式新舊住宅；而且該處亦是海珠最早開始發展的地區之一，歷史舊建築老街巷眾多。因此本站客流均以附近居民為主。在每年農曆新年期間，海珠區亦會在本站附近的滨江西路举办一年一度的海珠花市，屆時本站客流量將會有所上升。

## 歷史

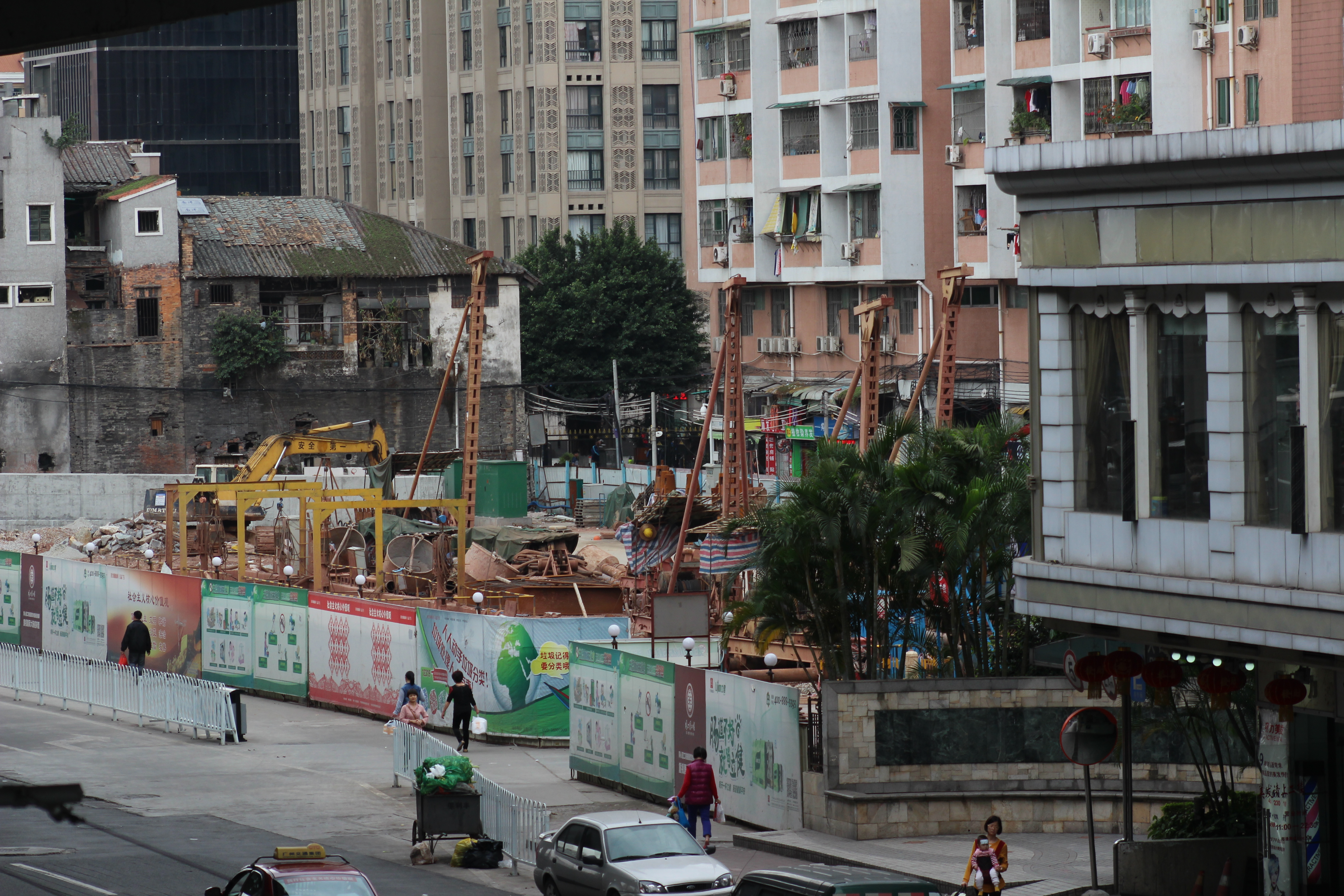
正在施工的同福西站（2015年3月）

本站最早出現在1997年的《廣州市城市快速軌道交通線網規劃研究（最終報告）》中，是當時4號線的一個中途站，名為洲頭咀站。後來當時的4號線輾轉成為現時8號線的一部分，本站亦根據本站附近的同福西路，易名為同福西站。雖然本站亦被列入二八號綫延長線工程當中，並原定於2012年開通。但由於2008年線網規劃調整等原因，並未能與8號線西延段（曉港至鳳凰新村）一同動工。
本站在规划初期以8号线普通非换乘车站设计，当时已经考虑到施工时需要避让内环路高架桥墩，同时不影响交通繁忙的工业大道北和洪德路，因此8号线本站在洪德路两侧分设兩個站厅和两侧站台。但在2011年的规划方案中，19号线会在本站与8号线交汇，因此本站需要更改設計并且預留換乘。同时在建设前期引起拆遷及文物保護糾紛，導致本站到2014年初才完成征拆工作，车站遂变更为现时的设计。
鳳凰新村站至本站的隧道（含本站站台暗挖部分）於2016年10月28日全面貫通，车站主体亦於2019年9月12日封頂。2019年12月28日，該站隨8號線鳳凰新村至文化公園段一同開通。
2022年，本站曾多次受疫情防控措施影响而需要调整服务。8-9月疫情期间，本站于8月31日至9月4日暂停服务。年末疫情期间，本站于11月5日9时至11月13日及11月26日10时至11月30日下午暂停运营；期间为服务成人高考等考试考生，5日及6日的早上9时前仍提供服务。

## 未来发展

### 预留结构
同福西站在建设时为当时规划中行经同福路的19号线预留了部分岛式站台以及换乘节点结构。但根据最新规划，原19号线海珠段线位被划入28号线并改为市域快线。目前消息显示28号线线位不再行经同福路，亦无计划于同福西设站与8号线换乘，故该预留换乘结构亦随之废弃。

### 周边升级改造
根据《广州市轨道交通八号线北延线同福西站周边交通提升方案及控制性详细规划》的计划，同福西站A、B两个出入口将会进行改建，在A出入口旁现有的冷凝塔将会进行改造，在B出入口旁建设8层的社区综合服务中心，同时设有停车场。